# (4945) Ikenozenni
(4945) Ikenozenni es un asteroide perteneciente al cinturón de asteroides, descubierto el 18 de septiembre de 1987 por Kenzo Suzuki y el también astrónomo Takeshi Urata desde el Toyota Observatory, Japón.

## Designación y nombre
Designado provisionalmente como 1987 SJ. Fue nombrado Ikenozenni en homenaje a “Ikenozenni”, segunda esposa de Taira no Tadamori.

## Características orbitales
Ikenozenni está situado a una distancia media del Sol de 2,571 ua, pudiendo alejarse hasta 3,388 ua y acercarse hasta 1,755 ua. Su excentricidad es 0,317 y la inclinación orbital 4,899 grados. Emplea 1506 días en completar una órbita alrededor del Sol.

## Características físicas
La magnitud absoluta de Ikenozenni es 12,9. Tiene 7,441 km de diámetro y su albedo se estima en 0,265. Está asignado al tipo espectral S según la clasificación SMASSII.